# Výklenková kaple (Bukvice)
Výklenková kaple se soškou Piety se nalézá na okraji lesa asi 400 m západně od okraje obce Bukvice v okrese Jičín.

## Popis
Výklenková kaple v Bukvici je drobná stavba obdélníkovitého půdorysu zastřešená stanovou plechovou střechou zakončenou zlaceným křížkem. Ve výklenku je za kovanou mříží umístěna sádrová socha Piety. Kaple pochází z roku 1727 a v roce 2016 byla renovována. Od kapličky je výhled do okolí.

## Galerie

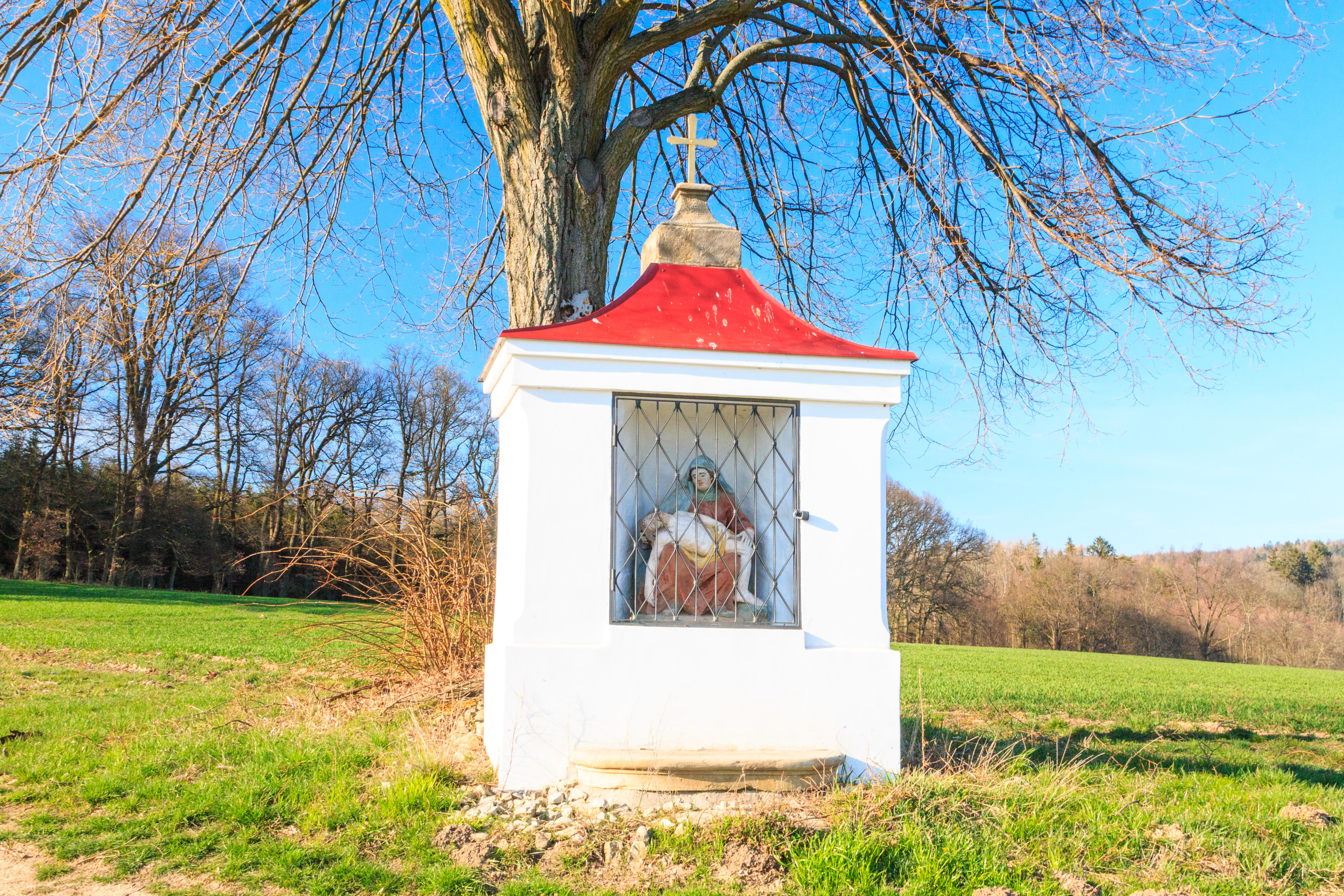
Výklenková kaple u Bukvice
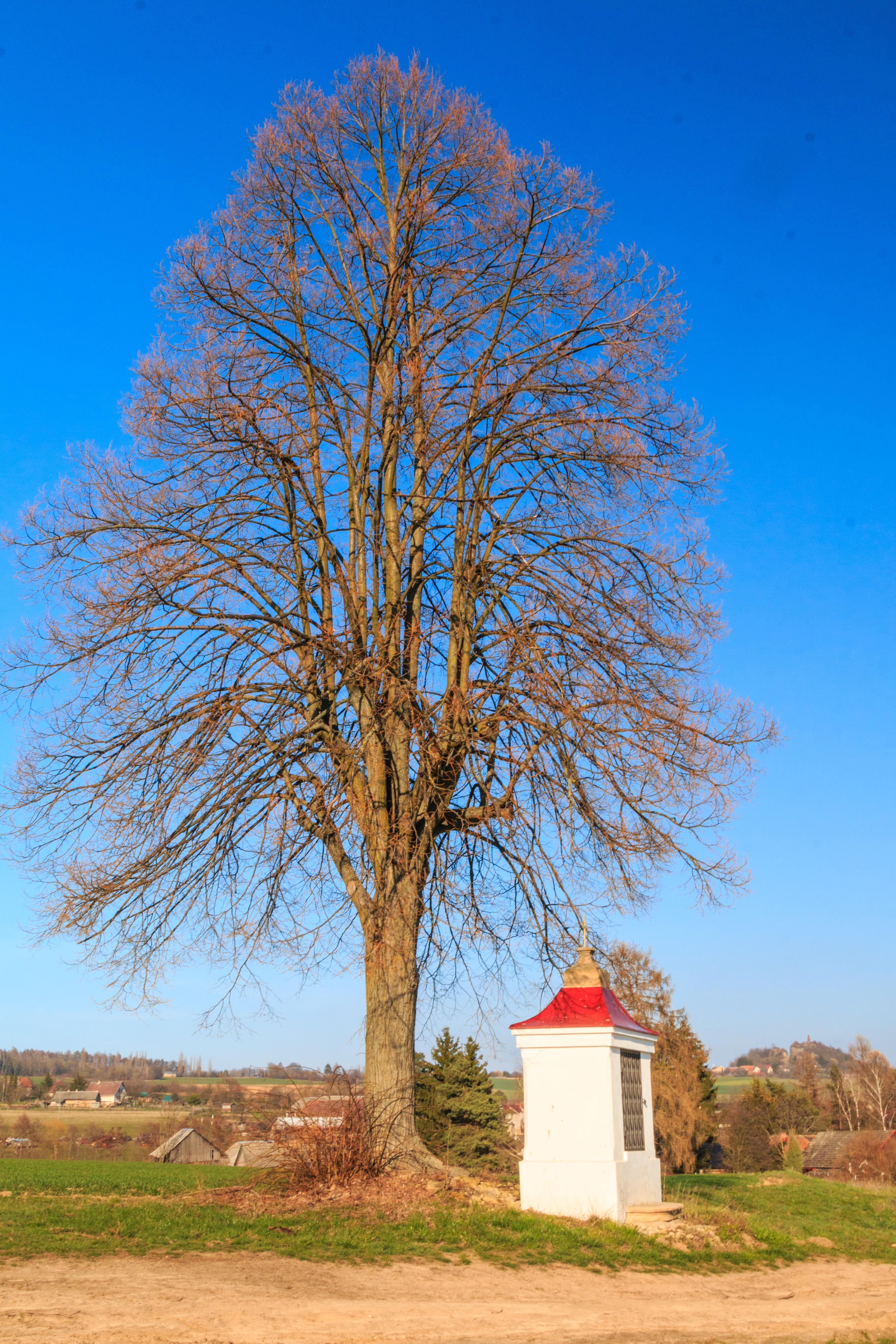
Výklenková kaple u Bukvice